# Eritrea-Dikdik

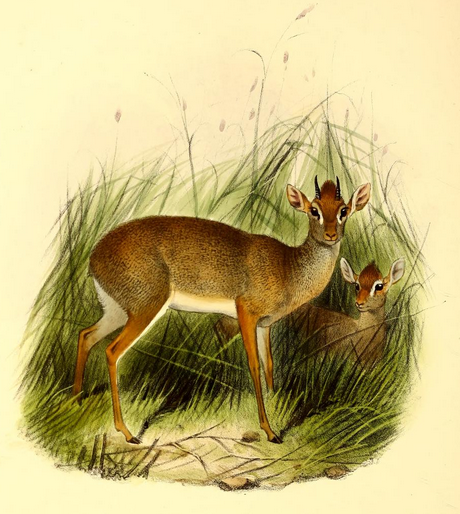
Zeichnerische Darstellung des Eritrea-Dikdiks aus dem The book of antelopes von 1894

Das Eritrea-Dikdik oder Windspielantilope (Madoqua saltiana) ist eine Art aus der Familie der Hornträger.

## Beschreibung
Das Eritrea-Dikdik wird zwischen 52 und 67 Zentimetern lang und erreicht eine Schulterhöhe von 33 bis 40 Zentimetern. Der Schwanz ist zwischen 3,5 und 5,5 Zentimetern lang. Es wird 2 bis 6 Kilogramm schwer. Das samtig weiche Fell weist je nach Unterart und Lebensraum im Rücken eine rötlichbraune bis gelblichbraune Färbung auf, die zu den Flanken hin merkbar aufhellt. Der Hals ist rötlichgrau und die Beine sind außen rostrot gefärbt. Weite Teile des hinteren Kopfbereichs, insbesondere der Wangenbereich, aber auch der Nacken und die Halsseiten sind gräulich gefärbt. Der Schwanz ist ausgesprochen kurz und endet in einer unauffälligen Quaste. Männchen sind größer und kräftiger als die Weibchen. Das Männchen verfügt des Weiteren kleine Hörner im Stirnbereich. Die Hörner sind gerade oder leicht gekrümmt geformt. Sie sind an der Vorderseite gut sichtbar geringelt. An der Wurzel der Hörner sind kleine Haarbüschel erkennbar. Die Weibchen verfügen am Bauch über vier Zitzen, die zum Säugen der Jungtiere dienen. Die Art verfügt über relativ große, schwarz gefärbte, Augen, die seitlich am Kopf liegen.

## Verbreitung
Das Eritrea-Dikdik ist im östlichen Afrika, insbesondere in Dschibuti, Eritrea, Somalia, im nordöstlichen Sudan sowie im nördlichen Äthiopien verbreitet. Kleinere Populationen sollen auch in Kenia anzutreffen sein. Die Tiere bewohnen vor allem trockene Regionen mit reicher Buschvegetation. Sie sind von der Ebene bis zu einer Höhe von 2.500 Metern anzutreffen. Als Lebensräume werden Buschsavannen, mit Büschen durchsetztes Grünland sowie Wälder mit dichter Bodenvegetation bevorzugt.

## Lebensweise
Eritrea-Dikdiks sind ausgesprochen sozial und leben in kleine monogamen Familiengruppen, die aus einem Pärchen und deren Nachwuchs bestehen. Der Nachwuchs bleibt bis zur nächsten Trächtigkeit der Mutter in der Familiengruppe. Selten gibt es auch Einzelgänger. Die Art ist durchaus territorial und markiert ihr Revier mit Kot und Urin sowie mit einem Sekret aus Drüsen im Kopfbereich. Der Geruchssinn leitet die Tiere sicher durch ihre Reviere. Beide Geschlechter beteiligen sich an der Reviermarkierung. Bei Gefahr geben die Tiere pfeifende Geräusche von sich, die auch als Drohgebärde angesehen werden können. Einem Eindringling stellt nur das Männchen nach. Die kleinen Hörner können auch als Waffen eingesetzt werden. Kämpfe unter rivalisierenden Männchen haben meist nur symbolischen Charakter und es kommt selten zu Verletzungen. Eritrea-Dikdiks sind für gewöhnlich verschwiegen und halten sich in dichter Vegetation verborgen. Sie sind dämmerungs- und nachtaktiv, wobei die aktivsten Phasen in den frühen Morgen- und den späten Abendstunden liegen. Die Orientierung erfolgt über hoch entwickelte Sinne. Dies sind vor allem der Geruchssinn sowie das Gehör und der Sehsinn.

## Ernährung
Das Eritrea-Dikdik ist ein reiner Pflanzenfresser. Es ernährt sich von Blättern, jungen Trieben, Knospen, Blüten, Blumen sowie von Gräsern, Kräutern und Früchten. Die grünen Pflanzenteile der Akazien (Acacia) werden besonders gern gefressen. Die Nahrungssuche erfolgt vor allem in den frühen Morgen- und späten Abendstunden. Der Trinkwasserbedarf wird zum Großteil über die Nahrung gedeckt.

## Fortpflanzung
Das Weibchen wird bereits mit 6 bis 8 Monaten, das Männchen erst mit 8 bis 9 Monaten, geschlechtsreif. Die Geschlechter führen eine monogame Einehe die nicht selten ein Leben lang hält. Die Paarungszeit erstreckt sich über das ganze Jahr. Der Großteil der Geburten fällt jedoch in die beginnende Regenzeit. Nach einer Tragzeit von 170 bis 180 Tagen bringt das Weibchen ein, selten auch zwei, Jungtiere zur Welt. Das Geburtsgewicht beträgt zwischen 500 und 800 Gramm. Die Nachgeburt wird von der Mutter gefressen um etwaige verräterische Gerüche zu beseitigen. In den ersten 3 Wochen bleibt das Jungtier im hohen Gras oder dichter Vegetation verborgen und die Mutter kommt nur zum Säugen vorbei, bleibt jedoch immer in der Nähe. Später folgt der Nachwuchs den Eltern. Ab dem zweiten Lebensmonat beginnen beim Männchen die Hörner zu wachsen, die man allerdings erst sehr viel später sehen kann, da die Hörner unter dem Haarschopf verborgen sind. Die Säugezeit erstreckt sich über 3 bis 4 Monate. Ab der zweiten Lebenswoche nimmt das Jungtier zusätzliche Nahrung auf. Nach 7 bis 8 Wochen ist das Jungtier genauso groß wie seine Eltern. Spätestens nach Ende des ersten Lebensjahres verlassen die Jungtiere ihre Eltern und werden selbstständig. Die Lebenserwartung beträgt 3 bis 4 Jahre.

## Gefährdung
Die Art wird in der Roten Liste der IUCN als „nicht gefährdet“ (Least Concern) geführt.